# Kameničany
Kameničany (Hongaars: Köveskő) is een Slowaakse gemeente in de regio Trenčín, en maakt deel uit van het district Ilava.
Kameničany telt 481 inwoners.